# Casa l'Esquilador
Casa l'Esquilador és una casa al nucli antic d'Hostafrancs, del municipi dels Plans de Sió (Segarra), inclosa a l'Inventari del Patrimoni Arquitectònic de Catalunya.
Des de la façana principal, es poden distingir tres plantes realitzades amb pedra rejuntada amb morter. A la planta baixa, destinada a usos agrícoles, destaca la llinda d'una sola peça de la porta principal on apareix un alt relleu amb la representació d'unes tisores d'esquilar ovelles i un medalló on al seu interior apareix la data de construcció de la casa, 1765. De la primera planta destaca una espècie de balcó realitzat amb pedra de forma semicircular i que sobresurt del mur, on apareix una altra data, 1796, que indica la construcció d'una ampliació o remodelació de la casa. Situades entre la primera i la segona planta apareixen dues finestres amb unes reixes realitzades amb ferro forjat acabades amb punta, contemporànies a la construcció de la casa. Finalment, destaca la premsa de vi que apareix adossada a la paret lateral esquerra, la qual ha perdut el caragol i la vara que la feia girar, però que encara conserva la biga i les pedres tallades que tenien la finalitat de suportar les peces de la premsa.